# 库斯科主教座堂

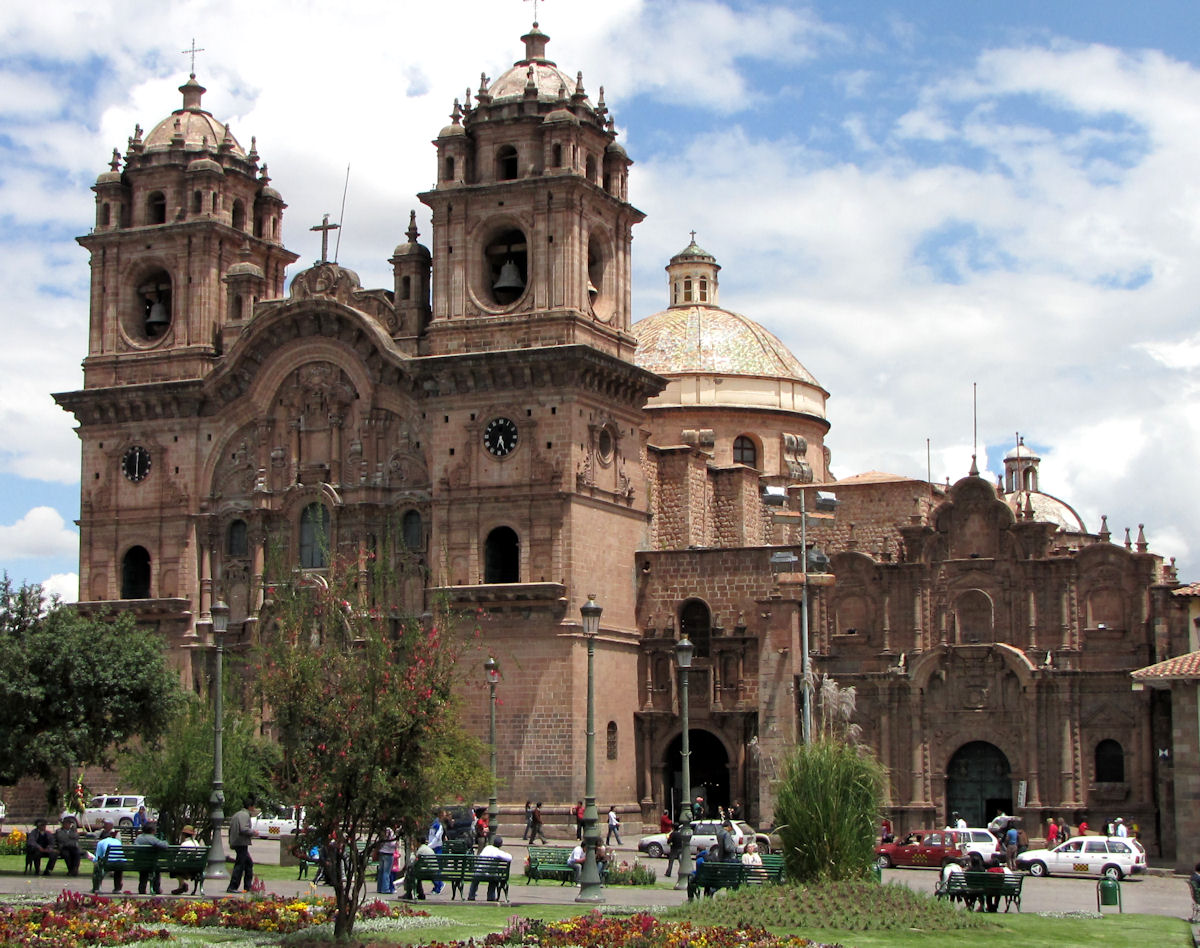
库斯科主教座堂

库斯科圣母升天圣殿主教座堂（西班牙語：Catedral Basílica de la Virgen de la Asunción del Cusco）是天主教庫斯科總教區的主教座堂，连同毗邻的较小的胜利堂（Iglesia del Triunfo，建于1536年，库斯科第一座基督教堂）和圣家堂（Sagrada Familia），位于秘鲁库斯科中心的主广场兵器广场（Plaza de Armas）东北。。主教座堂的建造开始于1559年，位于印加王宫Kiswarkancha的遗址上。主教座堂于1654年建成，建造工程几乎长达百年。整个建筑群占地3956平方米，为库斯科历史中心最重要的宗教古迹。 
库斯科主教座堂不仅是一个宗教场所，也是库斯科殖民地艺术的宝库，拥有许多考古文物。1983年，作为库斯科古城的一部分列入世界遗产名录。

## 图册

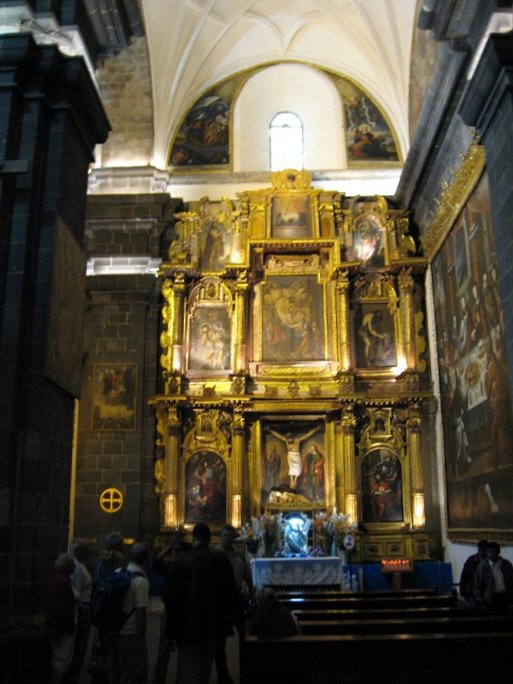
内部